# Академия "Юрий Конопльов"
Футболната академия „Юрий Конопльов“ е детско-юношески център за подготовка на млади футболисти. Намира се в град Толиати, Русия.
Създадена е през 2003 г. като академия на Лада Толиати. Когато футболистите са готови за професионален футбол, те продължават кариерата си във ФК „Толиати“ или Академия Димитровград. Дълги години школата е финансирана от Роман Абрамович.
От академията са излезли много таланти като Алан Дзагоев, Роман Зобнин, Иля Кутепов, Илзат Ахметов, Артур Юсупов, Игор Горбатенко и Дмитрий Рижов.
6 футболисти от академията стават европейски шампиони в състава на Русия до 17-годишна възраст през 2006 г. – Антон Власов, Денис Щербак, Дмитрий Рижов, Евгений Коротаев, Игор Горбатенко и Роман Савенков.